# Västra Ämtervik
Västra Ämtervik is een plaats in de gemeente Sunne in het landschap Värmland en de provincie Värmlands län in Zweden. De plaats heeft 371 inwoners (2005) en een oppervlakte van 110 hectare.

## Verkeer en vervoer
Bij de plaats lopen de E en Länsväg 238.
De plaats heeft een station aan de spoorlijn Kil - Torsby.